# Eminent Chinese of the Ch'ing Period
Eminent Chinese of the Ch'ing Period (1644–1912); Abk. ECCP, „Bedeutende Chinesen der Qing-Zeit (1644–1912)“, ist ein biografisches Nachschlagewerk zu Persönlichkeiten der chinesischen Qing-Dynastie (der Mandschu), das 1943 und 1944 vom United States Government Printing Office veröffentlicht und von Arthur W. Hummel (1884–1975) herausgegeben wurde, dem damaligen Leiter der Orientalia-Abteilung in der Library of Congress in Washington DC. Hummels wichtigste Partner waren Tu Lien-che (杜聯喆) und Fang Chao-ying (房兆楹), chinesische Gelehrte mandschurischer Abstammung.
Die beiden insgesamt 1103 durchnummerierte Seiten umfassenden Bände enthalten etwa 800 Kurzbiografien führender Persönlichkeiten der Qing-Dynastie (Wade-Giles: Ch'ing) (1636–1912) in China. Die Artikel umfassen Han-Chinesen, Mandschus, Mongolen und andere Persönlichkeiten indigener Herkunft sowie einige Europäer. Jeder Artikel enthält eine kurze Auflistung der Quellen und von Sekundärliteratur. Es gibt drei Register: zu Personennamen (zu den Biografien auch eine Chronologie), Buchtiteln und ein Sachregister.

## Zur Geschichte des Projekts
Arthur W. Hummel, der seine Sprachkenntnisse als Missionar in China entwickelt hatte, war von 1930 bis 1934 Vorsitzender des Ausschusses für Chinese Studies des American Council of Learned Societies. Er arbeitete mit Mortimer Graves, dem Exekutivdirektor des Rates, bei der Planung eines biografischen Nachschlagewerkes für die Qing-Zeit zusammen, und erhielt finanzielle Unterstützung von der Rockefeller Foundation. Die Pläne wurden umgesetzt als Hummel 1934 der Library of Congress beitrat. Das Vorwort von Hu Shih, einem führenden chinesischen Intellektuellen der Zeit, der Chinas Botschafter in den Vereinigten Staaten gewesen war, lobte Hummel und die mehr als 50 Gelehrten, die über neun Jahre an dem Projekt gearbeitet hatten. Dazu zählten Forscher aus den USA, Europa und Taiwan.
Die Verfasser der biografischen Skizzen waren: Knight Biggerstaff, Roswell S. Britton, Meribeth Cameron, S. K. Chang, Ch'i Ssŭ-Ho, Y. M. Chin, A. K'ai-ming Ch'iu, Homer H. Dubs, Eduard Erkes, John K. Fairbank, Fang Chao-ying, Fêng Chia-shêng, John C. Ferguson, Walter Fuchs, Gussie Esther Gaskill, M. Jean Gates, L. Carrington Goodrich, Michael J. Hagertt, William J. Hail, Han Shou-hsüan, Hu Shih, Arthur W. Hummel, Jên Tai, George A. Kennedy, Alfred Kühn, Thomas C. La Fargue, E. S. Larsen, William R. Leete, Li Man-kuei, A. V. Marakueff, Hiromu Momose, Tomoo Numata, Cyrus H. Peake, Shunzo Sakamaki, Rufus O. Suter, Nancy Lee Swann, Earl Swisher, Têng Ssŭ-yü, Tsêng Hsien-san, Tsêng Mien, C. H. Ts'ui, Tu Lien-chê, Wang Chung-min, Dean R. Wickes, C. Martin Wilbur, Hellmut Wilhelm, Wong Ch'ang-ping, Wu Kwang Tsing, Yang Ju-chin, Paul Yap Teh-lu.
Für die Lateinumschrift des Chinesischen verwendet das Werk die heute weitgehend außer Gebrauch geratene Wade-Giles-Umschrift.